# التحصينات العسكرية لمدينة بغداد القديمة
كان من بين أهم الأعمال التي قام بها الخليفة أبو جعفر المنصور، وتركت أثرها في مستقبل الدولة الخلافة العباسية، بناؤه مدينة بغداد. لقد أدرك المنصور بالمخاطر التي أحاطت بدولته الناشئة، والتي تهدف إلى تفويض حكم الأسرة العباسية، لذا عمد إلى البحث عن مكان يكون ملائما لعاصمته جديدة، فاختار موضعا عند التقاء نهر الصراة بنهر دجلة حيث توجد البوابة بغداد التاريخية التي تؤدي إلى مدن الشرق (طقوش 1996 : 66).

## التحصينات العسكرية
شيد العباسون الكثير من الحصون والقلاع والمدن كان الباعث لتشييدها عسكريا هو الدفاع عن دولتهم وحدودها من الأخطار الداخلية والخارجية ولعل أهمها بغداد عاصمتهم التي تعرف باسم مدينة أبي جعفر المنصور المدورة. بدأ المنصور الخليفة العباسي الثاني في بناء مدينته في عام 145 هجرية (العميد 1985 : 190) 762 ميلادية، أما من الناحية الحربية، فالمدينة بعيدة عن متناول العدو، فقط إذا اجتاز للوصول إليها نهرا، يمكن أهلها أن يهدموا الجسور فيمنعوا منها.
أما من حيث مخططها، فيه يتجلى ذكاء كبير فجعل المدينة مدورة، وأقام في مركزها قصر للخليفة، وإلى جانبه الجامع الذي سمي بالمنصور (العش 1982: 39 -40).
ومما يلفت النظر إلى تخطيط مدينة بغداد التي اتخذت على هيئة الدائرة واشتملت على سورين إحداهما داخلي وآخر خارجي يفصل بينهما مسافة تقدر بحوالي 35 – 40 م، ويقدر علو السور الداخلي بنحو 17 م، وسمكه خمسة أمتار مع اشتمالها على 28 برجاً بين كل بوابة وأخرى. وتمتاز بغداد بالمداخل المنكسرة، وهي كلها سمات اختصت بها العمارة الحربية وبذلك تكون مدينة بغداد بمثابة حصن للخليفة وجنوده وحاشيته وعامة شعبه، من خلال توفير حامية مهمتها الدفاع والحراسة تسكن الأبراج وأعلى المداخل التي زودت ببوابات حديدية منيعة تغلق في حالة الهجوم فضلا عن إحاطة المدينة بخندق مائي عليه جسور متحركة تربط الخارج ببوابات المدينة (الجهيني 2007 : 28).

### بوابات بغداد
كان لمدينة بغداد أربع بوابات:
الأولى: في الركن الجنوبي الشرقي وهي المعروفة حاليا باسم بوابة بغداد، وهي التي تؤدي إليها.
والثانية: في الركن الجنوبي الغربي وهي تطل على نهر الفرات، والثالثة: وهي ما يحتمل أن تكون في الجانب الشمالي وتؤدي إلى حران وهناك بوابة رابعة تقع على ضفة النهر.
والمدخل يؤدي إلى المساحة المستطيلة التخطيط يتوسطها قبو متقاطع، الذي يكتنفه من جهتيه قبوان من نصف اسطوانيين (سامح 2000 : 65)، ومن داخل تلك الغرفة ينعطف الداخل إلى اليسار، حيث يساعد هذا الانكسار على ضعف حدة العدو المهاجم، وجعله عرضة للسهام وغيرها من القذائف من الأبراج، الموجودة بداخل الأسوار الداخلية (يحيى 2000 :134).
حيث يجتاز الداخل إلى المدينة قنطرة فوق الخندق عرضها أربعة أمتار، وهي توصل إلى الغرفة المستطيلة مغطاة بقبو نصف اسطواني ومنظر الغرفة من الخارج على شكل برج بارز عن السور الخارجي للمدينة ومن داخل الغرفة ينعطف المدخل إلى اليسار وهذا النوع من المداخل يعرف بالعمارة الإسلامية باسم المدخل المنكسر وهو يساعد على انكسار هجوم العدو وتصدعه وبذلك يكون معرض للسهام وغيرها من الأبراج الموجودة بالسور الداخلي – ويخرج الإنسان من تلك إلى رحبة مستطيلة عبارة عن فناء مكشوف وبها بابان جانبيان يفتحان على الفاصل الأول الذي يصل إلى مداخل أخرى الرئيسية، وعلى محور الرحبة نجد المدخل الرئيسي للمدينة وكان به باب حديدي ينزلق إلى أعلى في مجرى بالبرجين الجانبين الذين على شكل ربعي دائرة وهذا الباب يفتح على دهليز مغطى بقبو نصف دائري.
وفي نهايته من الجهة اليمنى وجهة اليسرى يوجد درجان يوصلان إلى المجلس الذي يعلو الدهليز المقبى والمجلس ويصل المجلس إلى ردهة تفتح على بارزة من السور وتوجد بتلك الأبراج فتحات رفيعة جانبية وأمامية يعني مزاغل للدفاع عن المدينة وبين كل باب والأخر 28 برجا ما عدا الجزء من السور المحصور بين بابي الكوفة والبصرة فعددها 29 برجا.
ويفتح الدهليز السفلي بعد ذلك على رحبة مربعة مكشوفة يكتنفها بابان جانبيان يفتحان على غرفتان جانبيتان كان منهما مغطاة بقبو نصف اسطواني ويوصلان إلى الفاصل الثاني، وعلى المحور الرئيسي للدهليز بعد الرحبة توجد الطاقات الكبرى.
وتكتنف الطاقات الكبرى من على جانبين غرف الحرس والجنود وتتكون من 54 غرفة في الجهة اليمنى ومثلها في الجهة اليسرى مكونة ما مجموعه 108 غرف.
وينتهي الدهليز الطاقات الكبرى بباب يفتح على رحبة مربعة أيضا ويكتنفها من جهتيها غرفتان يعلو كل منهما قبو نصف اسطواني ويفتحان على الفاصل الثالث وعلى محور الرحبة الرئيسية يتجه الداخل إلى الدائرة الوسطى وهي محاطة بسور دائري به تجويفات مستطيلة تعلوها عقود محمولة على محاريب أو بلاطات أفقية، كل منها على شكل طاقية وتعرف في مجموعها بالطاقات الصغرى.
وفي الأربع مساحات المحصورة بين المداخل الأربعة الرئيسية، كانت توجد المناطق السكنية, وفي كل قسم الشوارع رئيسية عددها وقد ذكر المؤرخون بان عدد الأبواب الرئيسة ثمانية أبواب يخص كل مدخل من المداخل الرئيسة الأربعة اثنتان إحداهما للباب الخارجي والأخر للباب الرئيسي أسفل المجلس، وهذه الأبواب الحديدية (الجودي 1998 :59 – 61).

### الباب الحديدي المنزلق
يتكون الباب الحديدي المنزلف من أسياخ حديدية قوية ولها أطراف مدببة، توضع هذه الأبواب أمام المداخل المراد الدفاع عنها وتكون مرفوعة لأعلى السلم، فإذا لم يكن هناك خطر تهبط هذه الأبواب بثقلها وتغوص في الأرض وتمنع أي عدو من التقدم (نويصر 1996 : 138).
كما جلب لها بوابات من الحديد الضخمة ذات المصارع الهائلة من مدن مجاورة من العراق والشام وكان المال الذي خصصها المنصور ثمانية عشر ألف دينار فقد كان يتشدد بإنفاقها (أحمد 2002 : 11).
وكان فوق كل باب مجلس يتألف من غرفة مربعة الشكل يعلوها قبة مذهبة ،وعلى رأس كل قبة تمثال تديره الرياح لا يشبه نظائره (أحمد 2002 : 15).

### الأسوار
قام العباسيين بتحصين مدينتهم من خلال الأسوار:
فقد كان لمدينة بغداد المدورة ثلاثة أسوار فكان السور الداخلي، وهو أكثر سمكا وارتفاعا من السور الخارجي، وتبدأ من الأسفل بعرض 10 م، ثم يقل السمك إلى 9,5 م، ويوجد بهذا السور من أعلاه ممرات مغيبة، مغطاة باقبية طويلة تسمح للجنود التحرك حول المدينة دون أن يراهم أحد، وتمكنهم من صد أي عدو يهاجم المدينة، وذلك بمجموعة من الأبراج على شكل نصف دوائر، واستخدم الطين كنوع من الملاط، والبوص كرباط بين المداميك (نويصر 1996 :132 – 133)، ثم بني سور الثالث هو كان أحدثها كان أشبه بالحاجز بين السور الداخلي والمدينة ويحيط بالرحبة المركزية. وقد كان الجزء الفاصل بين السوريين الأولين، المشرف على الخندق والذي يليه خال من الأبنية ليسهل الدفاع عن المدينة، أما الجزء الفاصل بين السور الثاني والثالث الذي يحيط بالرحبة فتقوم فيه المنازل وتجري بينهما الطرقات (أحمد 2002 -14-13).
السور الأول سميك في الأسفل ويقل السمك في الأعلى وبين طبقاته حواجز من القصب بدل الخشب وتدعمه أبراج يرجح بأنها اسطوانية شبيهة بالأبراج التي تدعم الأسوار أبنية سامراء التي ما زالت قائمة حتى الوقت الحالي.
ويفصل السور الأول عن السور الثاني فيفصل فسيح غير مسكون ليوفر للمدافعين ميدانا مناسبا للمناورة ضد العدو وأعاقته وأبعاد ناره التي قد يستخدمها ضد سكان المدينة.
وتنفتح أبواب السور الأول على الفصيل برحبات مستطيلة الشكل على كل من جانبيها حائط في باب يقفل عند الخطر فينقسم هذا الفصيل إلى أربعة أقسام تشتت القوة المهاجمة الواصل إليه وتقطعها إلى أربعة مجاميع يصعب اتصالها مع بعضها فيسهل القضاء عليها.
أما السور الثاني (السور الأعظم) فهو أكثر سعة وارتفاعا من السور الأول، وهذا التفاوت لها فائدة دفاعية رائدة في حالات الحرب آذ يستطع المدافعون القائمون على السور الثاني من مراقبة تحركات الأعداء المهاجمين خلف السور الأول والخندق كما أن الارتفاع السور الثاني توجيه القذائف إلى صدور العدو والمهاجمين وهذا السور هو الحصن الدفاعي الرئيس في المدينة وقواها فهو مبني من الاجور والجص عريض في الأسفل مدعم ب 113 برجا دفاعيا وزعت 28 برجا كل بابين ألا ما بين بابي الكوفة والبصرة فقد وضع 29 برجا وهذه الأبراج ذات صفات دفاعية خاصة فارتفاعها يزيد على ارتفاع السور بخمسة اذرع ويرجح بأنها كانت مزودة بمزاغل دفاعية تساعد على إصابة العدو وفي نفس الوقت فيها حجرات تحمى المدافعين من سهام المهاجمين وأسلحتهم، ويتوج السور الثاني وأبراجه شرف.أما المداخل المفتوحة في السور الثاني فهي أربعة أيضا تتناظر مع المداخل السورين الأول والثالث ويقابل كل منهما أحد أبواب القصر الخليفة الواقعة في الرحبة العظمى، وفوق كل من الأبواب السور غرفة تؤدي إليها مصعد عليه أبواب تغلق وتعلوها قبة عظيمة مرتفعة ومذهبة من الداخل حولها مجالس ومرتفقات ويعلوها تمثال يدور مع الريح ويختلف عن التماثيل المنصوبة فوق الأبواب الأخرى.وتؤدي المداخل في السور الثاني إلى رحبات مربعة إلى يمين ويسار كل منها فصيل ثان يدور حول السور الثاني من الداخل وتؤدي هذه الرحبة في الجهة المقابلة منها إلى ممر ذو طاقات عددها 53 طاقا عدا طاق المدخل إليه من الرحبة الذي عليه باب فردين يغلق مصنوع من الخشب الساج وعرض هذا الممر 15 ذرعا وطوله مائتي ذرعا وعلى جانبيه بين الطاقات غرف وقد رعي في هذه الممرات أن تكون محصنة لأنها المنفذ الوحيد والرئيسي إلى الرحبة المركزية التي تؤدي منها إلى القصر فكانت خالية من الفتحات إلا من الكوى في سقفها يدخل منها الضوء والشمس ولا ينزل منها ماء المطر. وتنتهي هذه طاقات في الجهة الثانية برحبة من يمنها وشمالها فصيل الثالث يدور حول السور الثالث من الخارج ويتصل بالرحبات المربعة التي في نهاية الممرات الأخرى وفي الجهات المقابلة من هذه الرحبة باب يؤدي إلى الرحبة الدائرية حول القصر والمسجد والمداخل الأربعة لهذه المدينة على صورة واحدة في الأبواب والفصلان والطاقات.
وتنحصر المنطقة السكنية في المدينة بين الفصيلين الثاني والثالث وكان أمر المنصور قد أمر بالبناء في الجزء لأنه أحصن السور.
أما السور الثالث: المحيط بالرحبة المركزية فقد كان أشبة بالحاجز داخلي يفصل الخليفة وخاصيته عن سائر المدينة وكان اضعف الأسوار.
وتؤدي إلى الرحبة المركزية أربعة مداخل فتحت في السور الثالث تتناظر وأبواب السورين الثاني والأول وتؤدي إلى طاقات صغرى التي تلي دهلز المدينة يؤدي إلى الرحبة الدائرة حول القصر والمسجد وفي كل صف منها ست طاقات سوى طاقي البوابين كما يظهر لنا من تخطيط المدينة أنها لم تكن في الأصل المدينة كما هو متعارف عليه أنما كانت في الواقع حصنا عظيما ومركز إداريا كبيرا، فالدخول إلى المدينة يوحى برهبة وبكثرة الاستعدادات الأمنية بحيث يشعر الإنسان كأنه يدخل قصرا أميرا خاصا محاطا بالحرس وبالتحصينات ليس ألا. فهو قلعة حصينة ومعسكر كمين (محمد 1989 :93 -100).
ويستطيع الخليفة من قصره أن يراقب هذه الشوارع جميعا وان يعرف ما يجري فيها، وهي شوارع تقضي إلى قصره وإلى المسجد الجامع.
وفق أبو جعفر المنصور كل توفيق في وضع مخطط المدينة فكان من السهل الأشراف عليها ومعرفة ما يجري فيها (العش 1982 : -41)

### الخندق
بنيت حافتا الخندق بالأجر والجص ويأتيه الماء من نهر كرخايا ليكون أول عائق مهم يمنع العدو المتقدم والوصول إلى جدران السور الأول أو مداخله السور الأول: مبني من اللبن الكبير الحجم ومغلف في الجزء السفلي منه بالآجر والصاروج، لوقايته من التأثير بماء الخندق وقد فتح في جداره الأربعة مداخل في الاتجاهات الأربعة الرئيسة وتقابل مدنا مشهورة سميت باسمها وهي بوابة الكوفة وبوابة البصرة وبوابة الشام وبوابة خراسان (محمد 1989 : 71).
حفر حول السور المدينة خندق مملوء بالماء، لا أحد يستطيع أن يعبره ألا من خلال قنطرة مفصلية ترفع وتسدل عند الحاجة بواسطة جنازير حديدية، وغالبا ما كنت ترفع عند المساء فلا يدخل إليها الغرباء أو غير المرغوب فيهم.

### ازدواج سور المدينة
بني للمدينة سورين بينهما ثلاثة فواصل تساعد على تكثيف قوى المدافعين في حالة اقتحام إحدى هذه البوابات، كما زود السور الداخلي بمزاغل لضرب السهام وممرات مغيبة تسمح لجنود بالتجول أعلى المدينة دون أن يراهم أحد (نويصر 1996 : 137 – 138).